# Karl Ludvig Reichelt (teolog)
Karl Ludvig Reichelt, född den 1 september 1877 i Arendal, död den 13 mars 1952 i Hongkong, var en norsk missionär och sinolog.
Reichelt, som prästvigdes 1903 av A.Chr. Bang, arbetade sedan för Det Norske Misjonsselskap i Kina till 1920. Efter en brytning med Misjonsselskapet, föranledd av att han ville anknyta till buddhismens andliga värden, bildade han 1926 Den Nordiske Kristne Buddhistmisjon. 
Reichelt grundade 1929 det klosterliknande institutet Tao Fong Shan nära Hongkong. Han skrev en rad läroböcker på kinesiska och flera arbeten om Östasiens religioner, exempelvis Kinas religioner (1913, utkom i flera upplagor) och Fromhetstyper og helligdommer i Øst-Asia (3 band, 1947–49).